# Unterseeboot UB-42
Pour les autres navires du même nom, voir Unterseeboot 42.
L'Unterseeboot UB-42 est un sous-marin (U-Boot) allemand de type UB II utilisé par la Kaiserliche Marine pendant la Première Guerre mondiale. L'UB-42 a opéré en mer Méditerranée et en mer Noire pendant la guerre. Il a été démantelé à Malte en 1920.

## Conception
La conception de l’UB II était une amélioration des sous-marins type UB I, qui avaient été commandés en septembre 1914. En service, les UB I se sont avérés trop petits et trop lents. Un problème majeur était leur unique ensemble moteur / arbre d'hélice. Si l’un des composants tombait en panne, le sous-marin devenait presque totalement désemparé. Pour rectifier ce défaut, les UB II étaient équipés de deux moteurs et de deux arbres d’hélice (un moteur pour chaque arbre), ce qui augmentait également la vitesse de pointe du sous-marin. La nouvelle conception comprenait également des batteries plus puissantes, des tubes lance-torpilles plus grands et un canon de pont. Les UB II pouvaient également transporter deux fois plus de torpilles que leurs prédécesseurs les UB I, et près de dix fois plus de carburant. Pour contenir tous ces changements, la coque était plus grande et le déplacement en surface et en immersion était plus du double de celui des UB I.
L'UB-42 mesurait 36,90 mètres de long et 4,37 mètres de large. Il avait une seule coque avec des réservoirs de ballast et un tirant d'eau de 3,75 mètres en surface. Son déplacement était de 305 tonnes en immersion, mais seulement 272 tonnes en surface.
Le sous-marin était équipé de deux moteurs Diesel Daimler et de deux moteurs électriques, respectivement pour la navigation en surface et en immersion, qui entraînaient chacun un arbre d’hélice. L'UB-42 avait une vitesse allant jusqu’à 9,06 nœuds (16,78 km/h) en surface et 5,71 nœuds (10,57 km/h) en immersion. Le sous-marin pouvait transporter jusqu’à 28 tonnes de carburant, ce qui lui donnait une autonomie de 7030 milles marins (13020 km) à 5 nœuds (9,3 km/h) en surface. Ses moteurs électriques et ses batteries lui donnaient une autonomie de 45 milles marins (83 km) à 4 nœuds (7,4 km/h) en immersion.
L'UB-42 était armé de deux tubes lance-torpilles de 50 centimètres dans la proue et pouvait transporter un complément de quatre torpilles. Le sous-marin était également armé d’un canon de pont SK L/30 de 88 mm.

## Carrière
La marine impériale allemande a commandé l'UB-42 à AG Weser le 31 juillet 1915. Il faisait partie des six UB II numérotés de UB-42 à UB-47. Il a été mis en chantier au chantier naval de Brême le 3 septembre 1915. Faisant partie d’un groupe de U-boote sélectionnés pendant leur construction pour servir en Méditerranée, l'UB-42 a été divisé en sections de la taille d’un wagon et expédié par voie ferrée au port austro-hongrois de Pola,. Les ouvriers du chantier naval AG Weser assemblèrent le bateau et ses cinq sister-ships à Pola, où il fut lancé le 4 mars 1916.
L'UB-42 a été mis en service dans la marine impériale allemande le 23 mars 1916 sous le commandement du Kapitänleutnant Fritz Wernicke. L'UB-42 était le premier sous-marin que commandait Wernicke. Il a été affecté à la flottille de Pola (allemand : Deutsche U-Halbflotille Pola). Bien que la flottille soit basée à Pola, la principale base navale austro-hongroise, les bateaux de la flottille opéraient à partir de la base de Cattaro, située plus au sud et plus près de la Méditerranée. Les sous-marins allemands ne retournaient généralement à Pola que pour des réparations. Les premiers mois de service de l'UB-42 se sont avérés infructueux. Le sous-marin n’a coulé aucun navire alors qu’il servait dans la flottille de Pola.
Après la conquête par l’Allemagne du sud de la Roumanie, la marine impériale allemande disposait de suffisamment de mazout pour les sous-marins situés en mer Noire. L'UB-42 et trois de ses navires jumeaux de la flottille de Pola reçurent l’ordre de se rendre à Constantinople. En route, ils durent naviguer à travers les Dardanelles, qui avaient été lourdement minées par les Alliés au milieu de l’année 1916. L'UB-42 rejoignit le 16 août la flottille de Constantinople (allemand : U-boote der Mittelmeerdivision in Konstantinopal).
Les sous-marins allemands en mer Noire n’accomplirent pas grand-chose, ne coulant que six navires entre août 1916 et la fin de l’année. L'UB-42 coula à lui seul la moitié de ces six navires en septembre et octobre. Le 3 septembre, Wernicke et l'UB-42 remportèrent leur premier succès en coulant le transport russe Peter Darcy en mer Noire. Le navire de 731 tonneaux de jauge brute se dirigeait de Constanța vers Odessa lorsqu’il a été torpillé par l'UB-42. Le 30 septembre 1916, près du port roumain de Sulina, l'UB-42 lança une torpille sur le torpilleur roumain Smeul, mais le manqua. Le navire de guerre roumain contre-attaqua, endommageant le périscope et le kiosque du sous-marin et le forçant à battre en retraite,,.
En avril 1917, l'UB-42 opérait en Méditerranée lorsqu’il attaqua quatre navires. Le 1er avril, Wernicke coule le voilier italien Flora, de 122 tonneaux de jauge brute, au nord de Tílos. Le 14 avril, Wernicke torpille le sloop britannique de classe Acacia HMS Veronica à 45 milles marins (83 km) au large d’Alexandrie, endommageant le navire de 1200 tonnes. Deux jours plus tard, l'UB-42 coula le voilier égyptien Rosetta, de 86 tonneaux de jauge brute, au large de Gaza. Une semaine plus tard, il coula le voilier italien Boro, de 15 tonneaux de jauge brute, à l’est de Rhodes dans la mer Égée.
Le 14 mai, Wernicke est remplacé par le Kapitänleutnant Kurt Schwarz en tant que commandant de l’UB-42. Schwarz, âgé de 27 ans, avait précédemment commandé l'UB-14, de type UB I. Avec lui, l'UB-42 a coulé son plus grand navire, le Cestrian, le 24 juin. Le navire à vapeur de la Leyland Line de 8912 TJB était utilisé comme transport de troupes, transportant 800 soldats et chevaux lorsque Schwarz le coula à 4 milles marins (7,4 km) au sud-est de Skýros dans la mer Égée. Trois des membres d’équipage du Cestrian furent tués dans l’attaque mais, selon R. H. Gibson et Maurice Prendergast, la « splendide discipline » parmi les troupes embarquées a permis qu’aucun autre homme ne soit perdu,.
Au début d’octobre, l'UB-42 était retourné en mer Noire, lorsqu’il a reçu l’ordre de livrer de l’or à cinq Géorgiens pour financer un mouvement d’indépendance géorgien. Alors qu’il était resté en mer Noire, l'UB-42 coule les voiliers Agios Georgios le 10 octobre et Francesco Patrino en novembre. Le 22 novembre, il torpilla le Siracusy, de 1086 tonneaux de jauge brute, alors que ce dernier était à l’ancre au large des côtes géorgiennes. L'UB-42 bombarda également Touapsé alors qu’il se trouvait dans le nord de la mer Noire.
Le Kapitänleutnant Erich von Rohrscheidt prit le commandement de l'UB-42 le 6 avril 1918. Six semaines plus tard, il mena le sous-marin dans la capture du voilier à moteur Sergij comme prise, au large de Novorossiïsk. En septembre, le Kapitänleutnant Hans Georg Lübbe (qui avait succédé à Herbert Nolde après son passage-éclair de deux mois en tant que commandant de l'UB-42) a dirigé le sous-marin allemand dans le naufrage de sa dernière victime. Dans la nuit du 7 au 8 septembre, le vapeur italien Vicenza, de 1833 tonneaux de jauge brute, est coulé au sud de Thessalonique. Le commandant de l'UB-42 a encore changé deux fois avant la fin de la guerre, mais le sous-marin n’a plus coulé de navires.
Après la signature le 30 octobre de l’armistice de Moudros, qui met fin à la guerre pour l’Empire ottoman, les quatre sous-marins restants de la flottille de Constantinople (les UB-14, UB-42, UC-23 et UC-37) s’enfuient à Sébastopol. Là, ils se rendirent le 26 novembre. L'UB-42 a été démantelé à Malte en 1920.

## Affectations
- Flottille de Pola : du 4 mai au 16 août 1916
- Flottille de Constantinople : du 16 août 1916 au 11 novembre 1918

## Commandants
- Kptlt. Fritz Wernicke[1] : du 23 mars 1916 au 13 mai 1917
- Oblt. Kurt Schwarz : du 14 mai 1917 au 5 avril 1918
- Kptlt. Erich von Rohrscheidt : du 6 avril au 2 juillet 1918
- Ltn. Herbert Nolde : du 3 juillet au 1er septembre 1918
- Kptlt. Hans Georg Lübbe : du 2 au 18 septembre 1918
- Oblt. Freiherr Cassius von Montigny : du 19 septembre au 1er novembre 1918
- Kptlt. Peter Ernst Eiffe : du 2 au 26 novembre 1918

## Navires coulés
| Date             | Nom               | Nationalité      | Tonnage | Destin              |
| ---------------- | ----------------- | ---------------- | ------- | ------------------- |
| 3 septembre 1916 | Peter Darcy       | Empire russe     | 731     | Coulé               |
| 5 octobre 1916   | St. Nikolei       | Empire russe     | 150     | Coulé               |
| 19 octobre 1916  | Czarita           | Empire russe     | 2891    | Coulé               |
| 1er avril 1917   | Flora             | Royaume d'Italie | 122     | Coulé               |
| 14 avril 1917    | HMS Veronica      | Royal Navy       | 1200    | Endommagé           |
| 16 avril 1917    | Rosetta           | Egypt            | 86      | Coulé               |
| 23 avril 1917    | Boro              | Royaume d'Italie | 15      | Coulé               |
| 24 juin 1917     | Cestrian          | United Kingdom   | 8912    | Coulé               |
| 10 octobre 1917  | Agios Georgios    | Empire russe     | 106     | Coulé               |
| Novembre 1917    | Francesco Patrino | Empire russe     | 115     | Coulé               |
| 22 novembre 1917 | Siracusy          | Empire russe     | 1086    | Coulé               |
| 16 mai 1918      | Sergij            | Empire russe     | 97      | Capturé comme prise |
| 7 septembre 1918 | Vicenza           | Royaume d'Italie | 1833    | Coulé               |